# Caponayán
Caponayán es una isla situada en el mar de Joló. Forma parte del archipiélago de Cuyo, un grupo de cerca de 45 islas situadas al noreste de la isla  de Paragua, al sur de Mindoro y Panay. 
Administrativamente Caponayán es uno de los 17 barrios que forman el municipio de Cuyo perteneciente a la provincia de Paragua en Filipinas.
Pertenece a este barrio las islas de Malcatop,  Pangatatán, Silat, Quinimatín y Quinimatín Chico.

## Geografía
Esta isla se encuentra situada 11 km al suroeste de Bisucay.
La zona horaria  es UTC/GMT+8.

## Demografía
El barrio  de Caponayán contaba  en mayo de 2010 con una población de 1.248  habitantes.